# محمدحسن عین‌افشار
محمد عین‌افشار (زادهٔ ۴ آوریل ۱۹۸۲) یک بازیکن فوتبال اهل ایران است.
از باشگاه‌هایی که در آن بازی کرده‌است می‌توان به سیاه‌جامگان خراسان، بادران تهران و سرخپوشان پاکدشت اشاره کرد.